# 旅のおわり世界のはじまり
『旅のおわり世界のはじまり』（たびのおわりせかいのはじまり）は、2019年6月14日公開の日本とウズベキスタン、カタールの合作映画。監督・脚本は黒沢清、主演は前田敦子。

## 概要
日本とウズベキスタンの国交樹立25周年、及びナヴォイ劇場完成70周年記念の国際共同製作作品。黒沢清監督がオリジナル脚本を執筆。
日本とウズベキスタンが、1992年1月26日に正式に国交を樹立してから25年が経ち、日本人が建設に関わったナヴォイ劇場が、1947年10月の完成から70周年を迎えたことを記念した両国の共同製作企画となる。
第72回ロカルノ国際映画祭でクロージング作品として上映された。

## ストーリー
日本のテレビバラエティ番組のクルーと共に取材のためにウズベキスタンを訪れた女性レポーター・葉子が、現地のコーディネーターや異文化の人々との交流によって新しい世界を開き、成長していく姿を描く。

## キャスト
- 葉子：前田敦子
- 吉岡：染谷将太
- 佐々木：柄本時生
- テルム：アディズ・ラジャボフ
- 岩尾：加瀬亮

## スタッフ
- 監督・脚本：黒沢清
- 音楽：林祐介
- 製作：坂本敏明、水野詠子、太田和宏、宮崎伸夫、吉野達也、山本浩、フルカット・ゾキロフ
- プロデューサー：水野詠子、ジェイソン・グレイ、西ヶ谷寿一
- アソシエイトプロデューサー：西宮由貴
- 協力プロデューサー：森山敦、山口幸彦、飯田雅裕
- ラインプロデューサー：飯塚信弘
- 撮影：芦澤明子
- 照明：永田英則
- 美術：安宅紀史
- 録音：渡辺真司
- VE&DIT：鏡原圭吾
- 編集：高橋幸一
- スタイリスト：纐纈春樹
- ヘアメイク：HAMA
- 音楽プロデューサー：和田亨
- 音響効果：柴崎憲治
- スクリプター：柳沼由加里
- 助監督：海野敦
- 制作担当：相良晶
- 助成：文化庁文化芸術振興費補助金（国際共同製作映画）
- 特別協力：ウズベキスタン国家観光発展委員会
- 配給・宣伝：東京テアトル
- 制作プロダクション：ジャンゴフィルム
- 制作：東京テアトル、ローデッド・フィルムズ
- 製作：「旅のおわり世界のはじまり」製作委員会（キングレコード、ローデッド・フィルムズ、東京テアトル、朝日新聞社、TBSラジオ、博報堂、UZBEKKINO）